# 김갑수 (시인)
김갑수(金甲洙, 1959년 1월 19일~)는 대한민국의 시인, 문예평론가, 방송인 등이다.

## 주요 이력
1984년 시인으로 첫 등단하였다.

## 학력
- 성균관대학교 국어국문학과 학사
- 성균관대학교 대학원 국어국문학과 문학석사

## 출연작

### 텔레비전 프로그램
- 《생방송 세븐데이즈》 - 2003년 ~ 2003년 : (SBS TV)
- 《TV 책을 말하다》 - 2001년 ~ 2009년 : (KBS 1TV)
- 《아궁이》 - 2013년 ~ 2018년 : (MBN)
- 《강적들》 - 2013년 ~ : (TV조선)
- 《토론대첩_도장깨기》- 2018년 : (tvN)

### 라디오 프로그램
- 《김갑수의 출발 새아침》 2012년 ~  2013년 : (YTN 라디오)
- 《김갑수의 마이웨이》 2015년 ~ 2018년 : (교통방송)

## 이외 경력
- 1991년 3월, 전국 지방 선거에서 무소속 서울특별시 의회 의원 후보 출마하였지만 낙선.
- 1991년 전국 지방 선거 무소속 서울특별시 의회 의원 후보 낙선 이후 대학 겸직 교수와 진보 논객 등으로도 활동.
- (강적들) 프로그램에서 진보 진영 입장 대변.